# Шрейбер, Борис Иосифович
Борис Иосифович Шрейбер (псевдоним — Бено Шрейбер, 25 декабря 1904 — 9 декабря 1979) — советский кинорежиссёр.

## Биография
Родился в 1904 году в городе Кельце.
В 1921 году окончил Школу драматического искусства при Ростовской филармонии.
В 1920—1921 годах — актёр Государственного драматического театра им. А. В. Луначарского в Ростове-на-Дону.
В 1926 году окончил киношколу им. Б.Чайковского и в 1927—1929 годах работал актёром 1-й и 3-й фабрик «Совкино» в Москве.
В 1929—1941 годах — ассистент режиссёра и режиссёр кинофабрики «Белгоскино» в Ленинграде.
Участник Великой Отечественной войны. Помощник начальника киногруппы на Волховском фронте. Награждён медалью «За оборону Ленинграда».
В 1945—1948 годах — режиссёр на «Ленфильме».
В 1948—1957 годах — режиссёр Ленинградской студии научно-популярных фильмов и Литовской киностудии, с 1957 — киностудии «Беларусьфильм».
Режиссёр ряда документальных и научно-популярных фильмов.
Умер в 1979 году в Минске.

## Фильмография
Режиссёр художественных фильмов:
1. 1930 — Суд должен продолжаться
2. 1932 — Женщина
3. 1933 — Первая любовь
4. 1935 — Совершеннолетие
5. 1940 — Будни[3]
6. 1956 — Мост[4]
7. 1961 — Когда сливаются реки

## Призы
- 1971 г. — «Гран При» XXVII международного фестиваля спортивных фильмов (Кортина-д’Ампеццо, Италия) в составе программы документальных фильмов за фильм «Прыжки на лыжах с трамплина» («Леннаучфильм»)[5]